# Colombie-Britannique-Southern Interior

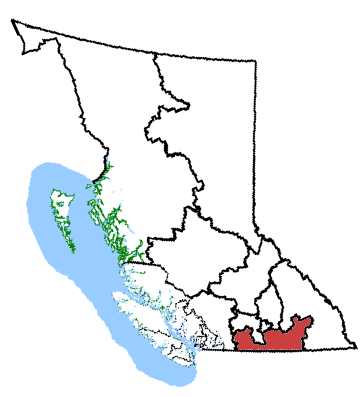
Carte de la Colombie-Britannique-Southern Interior (en rouge)

Colombie-Britannique-Southern Interior (en anglais British Columbia Southern Interior) est une ancienne circonscription électorale fédérale canadienne de la Colombie-Britannique, représentée de 2004 à 2015.
La circonscription se situait au sud de la Colombie-Britannique, longeant la frontière canado-américaine. Elle représentait les villes de Nelson, Castlegar, Trail, Osoyoos, Oliver, Central Kootenay, Grand Forks et Okanagan-Similkameen.  
Les circonscriptions limitrophes étaient Kelowna—Lake Country, Kootenay—Columbia, Okanagan—Shuswap et Okanagan—Coquihalla. 
Elle possédait une population de 95 477 personnes, dont 73 583 électeurs, sur une superficie de 26 700 km². 

## Résultats électoraux
|       | Candidat            | Parti        | # de voix | % des voix |
|       | Stephen Hill        | Conservateur | +19 273,  | 38,93 %    |
|       | Shan Lavell         | Libéral      | +01 872,  | 3,78 %     |
|       | (x) Alex Atamanenko | NPD          | +25 206,  | 50,92 %    |
|       | Bryan Hunt          | Vert         | +03 153,  | 6,37 %     |
| Total | Total               | Total        | 49 504    | 100 %      |

|       | Candidat            | Parti              | # de voix | % des voix |
|       | Rob Zandee          | Conservateur       | +16 921,  | 35,62 %    |
|       | Brenda Jagpal       | Libéral            | +03 265,  | 6,87 %     |
|       | (x) Alex Atamanenko | NPD                | +22 684,  | 47,75 %    |
|       | Andy Morel          | Vert               | +04 552,  | 9,58 %     |
|       | Brian Sproule       | Marxiste-léniniste | +00079,   | 0,17 %     |
| Total | Total               | Total              | 47 501    | 100 %      |

## Historique
La circonscription est créée en 2003 sous le nom de Southern Interior à partir des circonscriptions de Kootenay—Boundary—Okanagan et de Okanagan—Coquihalla. En 2004, le nom change pour adopter celui de Colombie-Britannique-Southern Interior. Abolie lors du redécoupage de 2012, elle est redistribuée parmi Okanagan-Sud—Kootenay-Ouest, Central Okanagan—Similkameen—Nicola et Kootenay—Columbia.
1. 2004-2006 — Jim Gouk, PCC (député depuis 1993)
2. 2006-2015 — Alex Atamanenko, NPD

- NPD = Nouveau Parti démocratique
- PCC = Parti conservateur du Canada

1. ↑  Élections Canada.